# Pieter van der Keere

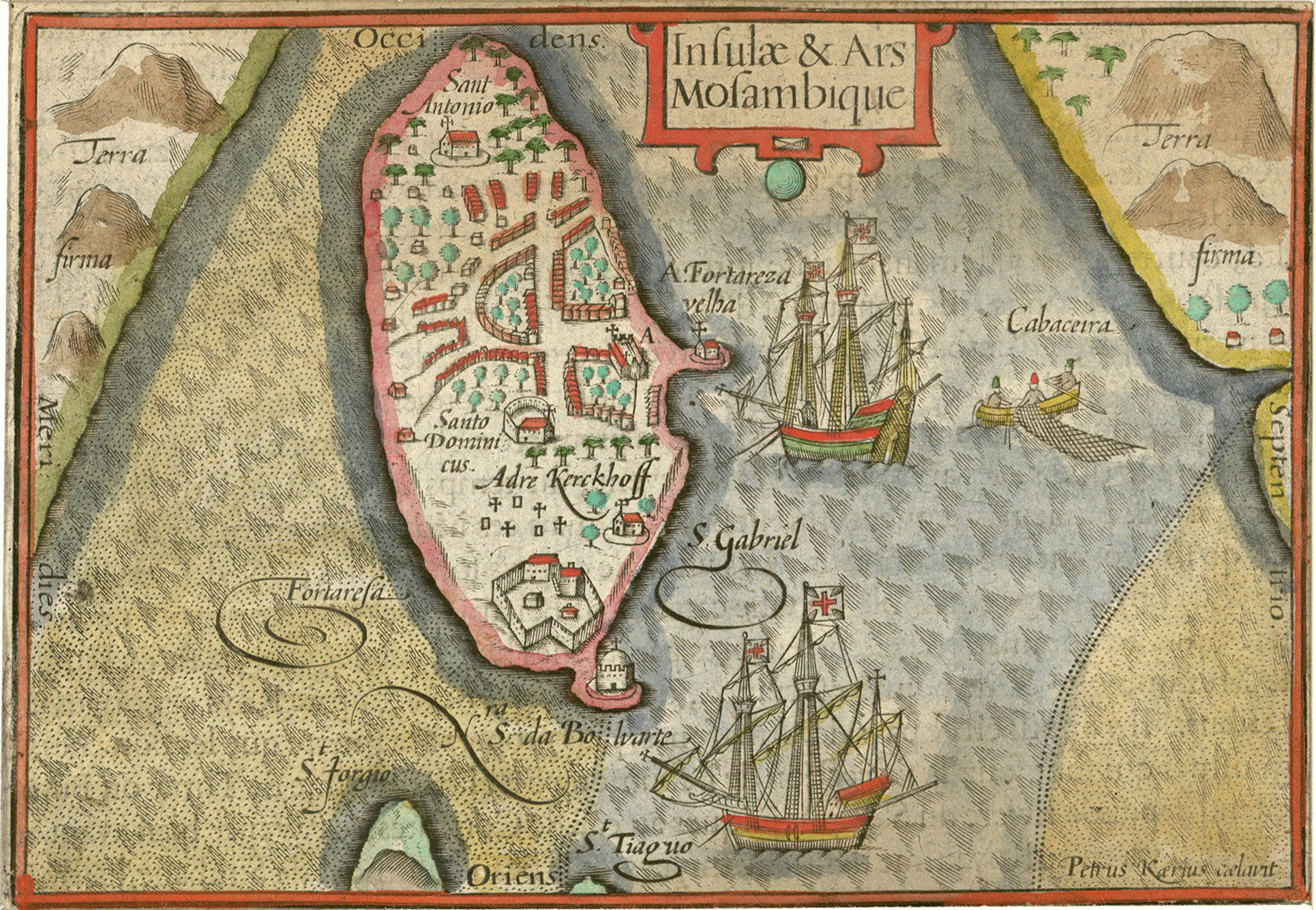
Mapa wyspy Mozambik autorstwa van der Keere z 1598 roku

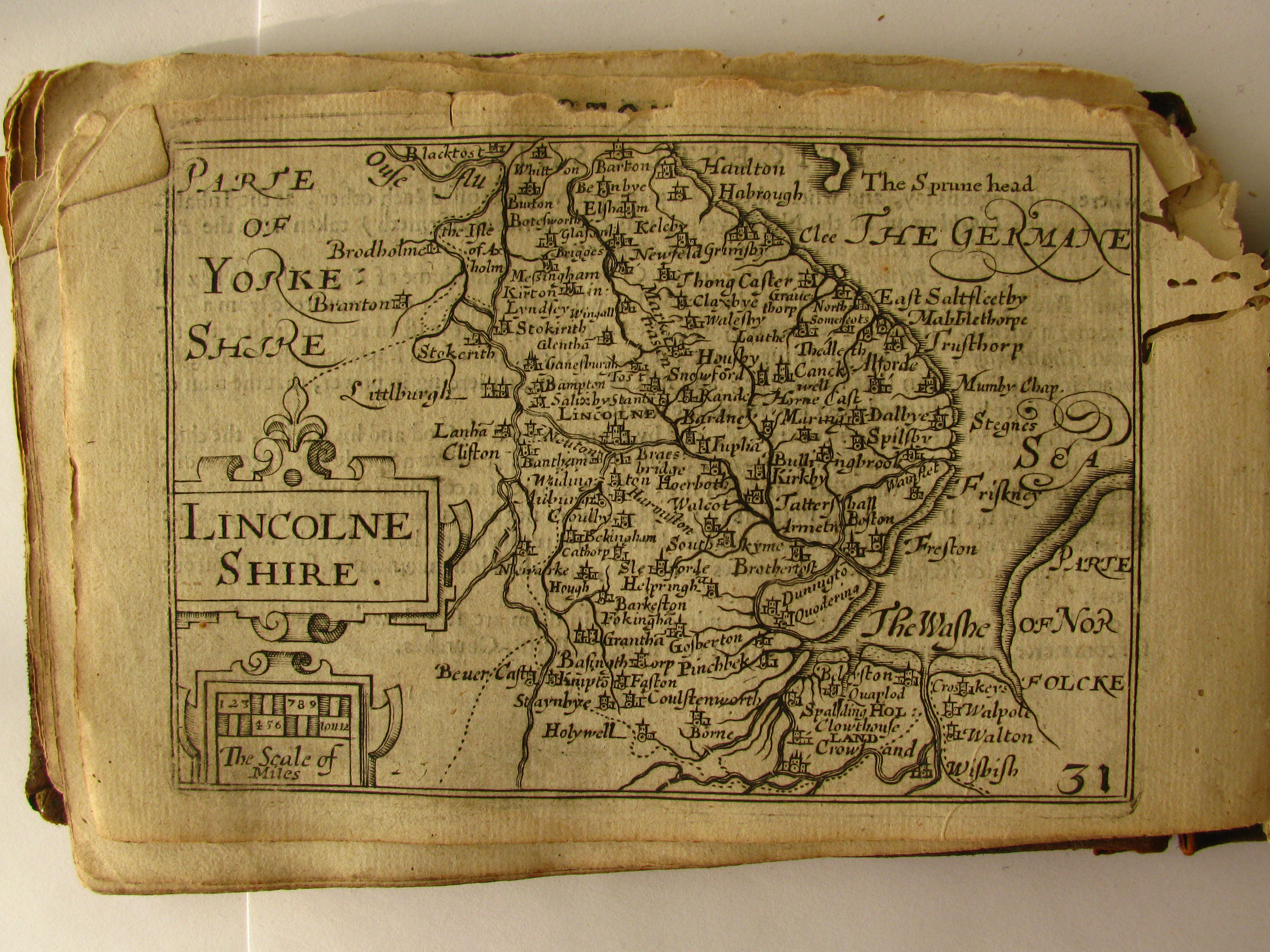
Mapa Lincolnshire, część serii miniature Speeds

Pieter van der Keere, znany też jako Petrus Kaerius (ur. w 1571 w Gandawie – zm. ok. 1646) – niderlandzki kartograf, rytownik i twórca globusów.
Urodził się w Gandawie, z której przeprowadził się do Anglii wraz z rodziną w 1584 roku, uciekając przed prześladowaniami religijnymi. Wkrótce jego siostra Colette wyszła w Londynie za Jodocusa Hondiusa (1563-1612), znanego kartografa, który stał się mistrzem van der Keere. Od niego nauczył się sztuki rytowniczej i kartografii.
Jego pierwszą pracą była mapa Irlandii o nazwie Hyberniae novissima descriptio, która stała się podstawą dla serii Theatrum Abrahama Orteliusa. W 1593 roku obydwaj osiedli w Amsterdamie. Początkowo tworzył pojedyncze mapy różnych obszarów. Pomógł Willemowi Barentsowi w stworzeniu mapy Caertboeck Vande Middel-landsche Zee. Współpracował też z innymi znanymi kartografami takim, jak: Petrus Bertius, Cornelis Claesz, Petrus Plancius, rodzina Visscherów i Lucas Janszoon Waghenaer. W 1595 roku wydał mapę całej Europy na 10 kartach pod tytułem Nova totius Europae descriptio. Od 1603 roku tworzył serie widoków różnych miast w Niderlandach i Europie, m.in. utrechtu, Kolonii, Paryża. W 1617 roku wydał przygotowany 13 lat wcześniej atlas Germania Inferior id est Provincuarum XVII Między 1617 a 1622 rokiem opublikował atlas prowincji holenderskich oraz Atlas minoris, który zawierał mapy ponad 40 hrabstw w Anglii. Ta druga mapa była znana jako mapa Johna Speeda (miniature Speeds) od nazwiska jej późniejszego redaktora, jednego z najpłodniejszych kartografów epoki Stuartów. W wydanej w 1646 roku wspomina o van der Keere jako o żyjącym, co jest ostatnią informacją na jego temat.